# 柳陞祺

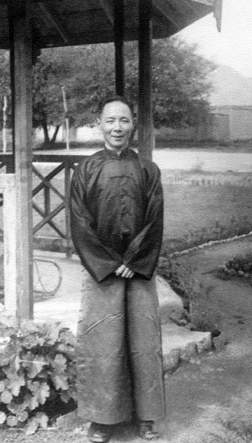
1946年，柳陞祺在拉萨驻藏办事处林卡内的留影。

柳陞祺（1908年3月27日—2003年3月19日）浙江省兰溪县人，中国藏学家、中国社会科学院民族学与人类学研究所研究员、中国民主同盟盟员。

## 生平

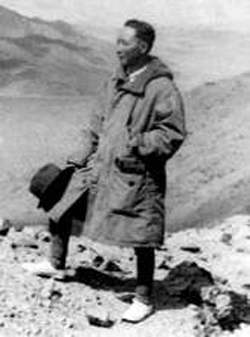
柳陞祺1944年在拉萨的留影。

柳陞祺生于浙江省兰溪县。1930年，自上海光华大学（今华东师范大学）英国文学系本科毕业。1931年，入国民政府财政部所属盐务管理局任职。1940年，赴光华大学成都分校教英文，后来从讲师升为副教授。
1944年，赴西藏拉萨，在蒙藏委员会驻藏办事处任职。后来赴印度，在印度国际大学中国学院担任名誉研究员，从事藏学研究。1952年底归国，在中央民族学院研究部任职，继续研究藏学。1957年，同王静如合编了中国首部用新观点撰写的有关藏族历史的讲稿《西藏历史概要》。1958年，转到中国科学院民族研究所从事研究工作。1958年到1961年，曾经两次到西藏参加藏族社会历史调查。随后，他和王辅仁、常凤玄使用这些调查资料并结合历史文献，编写了《藏族简史》。1963年到1964年，他曾为有关部门写出了《西藏喇嘛教的寺院和僧侣组织》、《西藏喇嘛寺庙与国外关系述略》两本著作。
晚年，柳陞祺曾经到伦敦查找并复制英国档案，在1990年完成了论文《1929年版〈艾奇逊条约集〉第ⅩⅣ卷何以有两种不同版本———兼评西姆拉会议 1913～1914 》，证明西姆拉会议流产、西姆拉条约无效及“麦克马洪线”非法。
2003年3月19日，柳陞祺病逝，享年95岁。

## 著作
- Tsung-lien Shên, Shêng-chi Liu, Tibet and the Tibetans, Stanford University Press, 1953.
- 柳陞祺、王静如编，西藏历史概要，中央民族学院教材（打印本），1957年
- 中国科学院西藏少数民族社会历史调查组，藏族简史:初稿，北京：中国科学院民族研究所，1963年
- 柳陞祺，西藏喇嘛教的寺庙和僧侣组织:初稿，北京：中国科学院民族研究所，1964年
- 柳陞祺，西藏喇嘛寺庙与国外关系述略:初稿，北京：中国科学院民族研究所，1965年

- 柳陞祺、邓锐龄，清代在西藏实行金瓶掣签的经过，民族研究1982年第4期
- 柳陞祺、邓锐龄，乔治·波格尔入藏的使命内容及其执行结果，载 藏族学术讨论会论文集，拉萨：西藏人民出版社，1984年，第205-220页
- 柳陞祺，汤姆斯·马吝入藏始末，西藏研究1986年第2期
- 柳陞祺、邓锐龄，第六辈班禅额尔德尼洛桑贝丹意希生平事迹评述，载 民族史论丛 第一辑，北京：中华书局，1986年
- 柳陞祺，评范·普拉赫先生的西藏史观及其它，中国藏学1992年第1期
- 柳陞祺，西藏名义辨析，中国藏学1988年第2期
- 柳陞祺、邓锐龄，清初第五辈达赖喇嘛进京及受封经过，载陈庆英主编，藏族历史 宗教研究(第一辑)，北京：中国藏学出版社，1996年
- 柳陞祺，回顾西藏和平解放时的几个涉外关系问题，民族研究1991年第4期
- 柳陞祺，用历史的眼光认识西藏，中国西藏1989年第2期
- 柳陞祺，1929年版《艾奇逊条约集》第ⅩⅣ卷何以有两种不同版本———兼评西姆拉会议（1913—1914） （页面存档备份，存于），中国藏学1990年第1期